# Fort Campbell
Fort Campbell es una base militar del Ejército de los Estados Unidos, localizada en las fronteras de los estados de Kentucky-Tennessee, Hopkinsville (Kentucky) y Clarksville (Tennessee). Fort Campbell se llama así en honor del general de brigada William B. Campbell, último gobernador del estado de Tennessee por el partido Whig. A finales del año fiscal de 2009, Fort Campbell, contaba con algo más de 30 000 efectivos.
Tiene un área de 10,3 km².
Fort Campbell es la casa de la 101.ª División Aerotransportada, del 160.º Regimiento de Aviación de Operaciones Especiales y del 5.º Grupo de Fuerzas Especiales.